# 前进，同志！
《前进，同志！》（葡萄牙語：Avante Camarada!）是一首葡萄牙歌曲。1967年，流亡巴黎的葡萄牙作曲家Luís Cília应自由葡萄牙电台的请求创作了这首歌的曲子，并公开广播。Luísa Basto则写了这首歌的歌词。
这首歌是最为人熟知的葡萄牙反法西斯抵抗歌曲之一。这首歌被誉为葡萄牙共产党的“第二党歌”（党歌是《国际歌》），经常被其成员和支持者在公开场合演唱。